# JCG VL

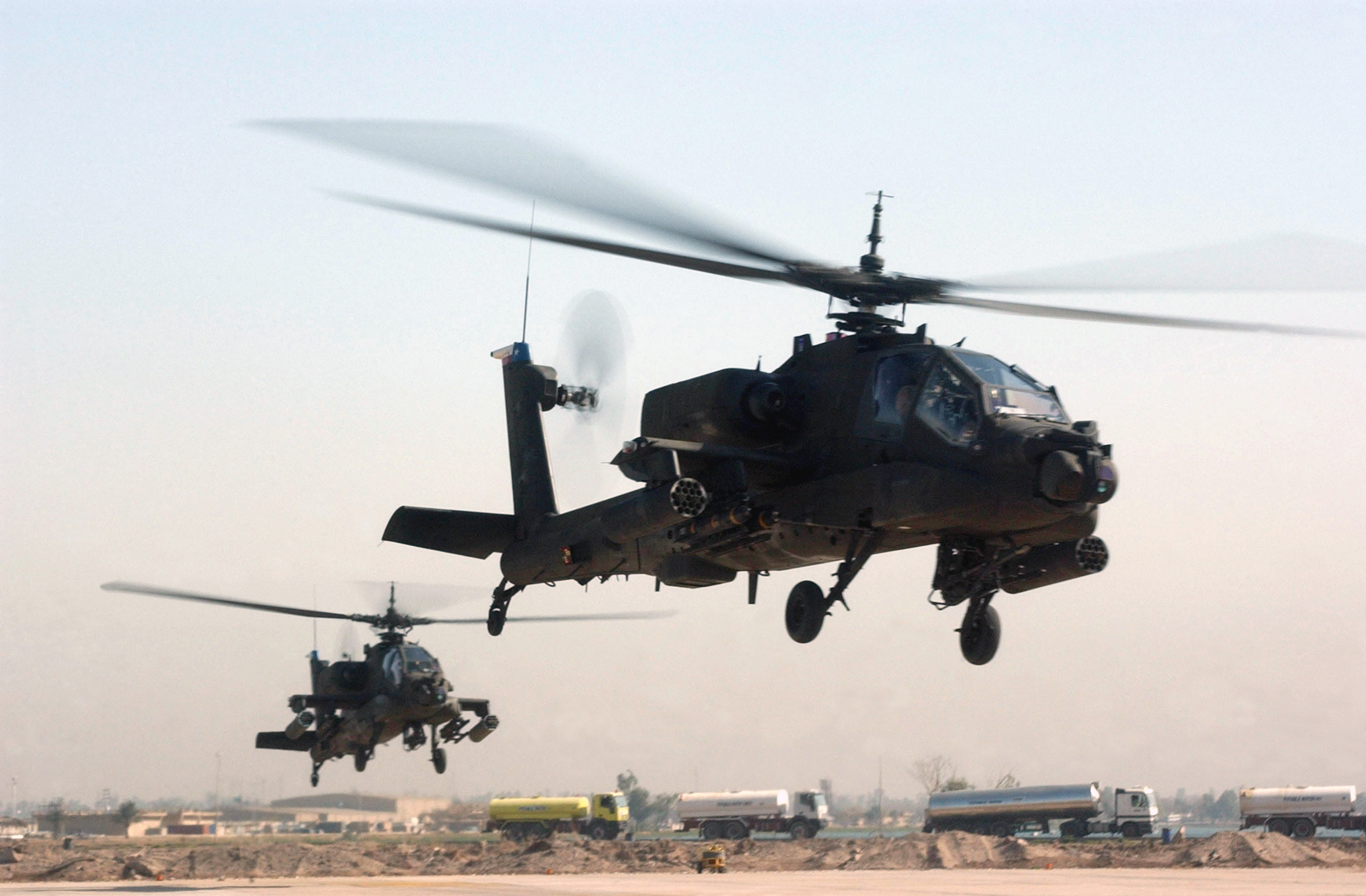
AH-64, вертоліт Армії США

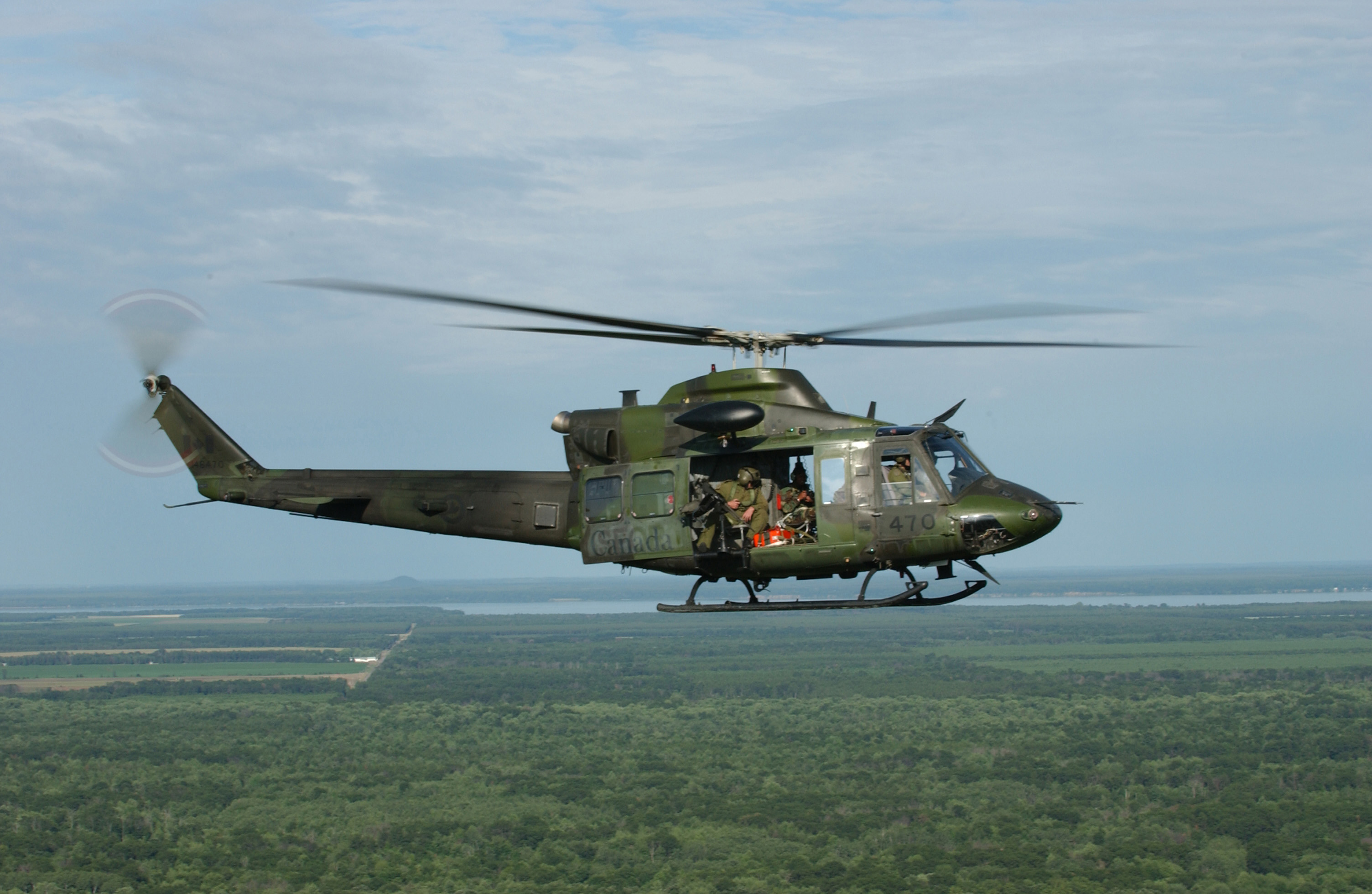
Канадський багатоцільовий вертоліт CH-146 «Гріффон»

JCG VL (англ. Join Capability Group Vertical Lift) — Міжвидова група з розвитку спроможностей вертикального підйому, є одною з груп 2-го рівня у складі NAAG (Групи НАТО з питань озброєнь сухопутних військ, AC/225) CNAD (Конференції національних директорів озброєнь).
Місією JCG VL є сприяння багатонаціональному співробітництву держав-членів НАТО та країн-партнерів щодо забезпечення взаємосумісності вертольотного озброєння та техніки в інтересах підвищення ефективності сил НАТО в усьому спектрі поточних та майбутніх операцій Альянсу.
JCG VL взаємодіє з іншими групами 2-го рівня NAAG, Організацією НАТО з науки та технологій (STO), а також промислово-дорадчою групою НАТО (NIAG), бере участь у процесі оборонного планування НАТО (NDPP).
Пленарні засідання JCG VL проводяться двічі на рік.

## Структура та діяльність JCG VL
У складі JCG VL існує кілька експертних груп 3-го рівня (англ. Team of Experts, ToE) та робочих груп, які діють на постійній основі.
Відповідні експертні спільноти, з урахуванням отриманого Альянсом досвіду, аналізують, уточнюють, розробляють і поновлюють доктринальні та технічні стандарти НАТО у сфері бойового застосування вертольотів, сприяють реалізації багатонаціональних проектів і міжнародній кооперації при вирішенні проблемних  питань, зокрема, розробки вимог до перспективниого вертольотного  парку.
Серед стандартів, за які відповідає JCG VL, слід вказати:
- STANREC 4555 Ed.3 /AMEP-4555 Ed.A Ver.1 “Пакети обладнання для місій вертольотів поля бою” (Mission Equipment Packages (MEPS) for Battlefield Helicopters);
- STANAG 4554 Ed.3 “Система планування авіаційних місій” (Aviation Mission Planning System, AMPS).

### Структури 3-го рівня JCG VL
- Експертна команда з спроможностей наступного покоління роторних апаратів (англ. Next Generation Rotorcraft Capabilities Team of Experts, NGRC ToE) — діяла у складі JCG VL з липня 2016 р. по серпень 2018 р., результатом діяльності NGRC ToE став заключний звіт з проектом відповідних вимог штабу НАТО (англ. NATO Staff Requirement, NSR)[5].